# NGC 2370
NGC 2370 is een balkspiraalstelsel in het sterrenbeeld Tweelingen. Het hemelobject werd op 10 november 1864 ontdekt door de Duitse astronoom Albert Marth.

## Synoniemen
- UGC 3835
- MCG 4-18-15
- ZWG 117.36
- IRAS07220+2352
- PGC 20955